# 松本美佳里
松本 美佳里（まつもと みかり、1991年4月19日 - ）は、日本の元タレントである。

## 来歴
元東京都女子サッカーU-12代表。ホリプロの芸能人女子フットサルチーム「XANADU loves NHC」に所属。背番号は「12」。
2006年4月から2009年9月まで「アッコにおまかせ!」（TBS系）でアシスタントを担当。
2006年秋の第6回KUNOICHIに出場し、2nd STAGEクリアを果たすが、タイムトライアルのルールで2nd STAGEクリア者の上位6名に残れず、涙を呑んだ。
2009年9月をもって芸能界引退。

## 人物
- 他の「メルシートゥフェスタ」参加チームの選手では同世代の山口百恵（ASAI RED ROSE）、青谷優衣（FANTASISTA）と仲が良い。
- 2007年8月末にザナのブログが開設されてからは、それまで開設してきたライブドアのブログを終了した。ザナのブログに一本化してからは更新量が激増した。
- ブログのその日最後の更新の際（時々日付をまたぐときもあるが）、最後に必ず「ぉゃすみかり(*´_⊃｀)ノ 」で締める。

## 出演
- キンコンヒルズ（テレビ東京、2008年8月28日）